# DoubleTree by Hilton
DoubleTree by Hilton est une chaîne hôtelière américaine appartenant à Hilton Worldwide. DoubleTree est la marque Hilton qui connaît la croissance la plus rapide en termes de nombre de propriétés depuis 2007 et en termes de nombre de chambres de 2007 à 2015,,,,,. En décembre 2019, elle compte 587 établissements avec 135 745 chambres dans 47 pays et territoires, dont 122 gérés avec 35 122 chambres et 465 franchisés avec 100 623 chambres.
DoubleTree se classe dans la catégorie des hôtels à services complets, aux côtés de sa chaîne sœur Hilton Hotels & Resorts. DoubleTree by Hilton est réputée pour ses biscuits aux pépites de chocolat, qui étaient à l'origine fabriqués au début des années 1980 pour les membres VIP, mais qui sont désormais offerts à tous les invités. Ils sont fabriqués par la Christie Cookie Company, basée à Nashville, depuis plus de 30 ans. En 2020, pendant la pandémie de COVID-19, la marque a publié une recette adaptée pour la maison de ses célèbres biscuits,.

## Histoire
Le premier Doubletree Inn a ouvert ses portes à Scottsdale, en Arizona, en 1969. Il était situé sur le terrain du Scottsdale Fashion Square et a été construit par l'architecte et constructeur Sam Kitchell. La Doubletree Hotels Corporation a fusionné avec le Guest Quarters Hotels Partnership of Boston en décembre 1993. Les hôtels composés exclusivement de suites qui ont été acquis sont rebaptisés en Doubletree Guest Suites. La Doubletree Corporation a ensuite fusionné avec le groupe hôtelier Promus Hotel Corporation en décembre 1997, réunissant les marques Doubletree, Red Lion, Hampton Inn et Embassy Suites . En décembre 1999, Hilton Hotels Corporation a acquis Promus Hotel Corporation, ce qui a rassemblé Doubletree Hotels et d'autres marques d'hôtels Promus sous l'effigie de la nouvelle société par actions Hilton Worldwide. En octobre 2010, Hilton Worldwide a lancé un changement de visuel et de nom pour la chaîne dans un but de modernisation, remplaçant le logo et le nom « Doubletree » par « DoubleTree by Hilton ».
La stratégie de DoubleTree pour développer la marque a consisté à convaincre les opérateurs d'autres marques à changer de drapeau de marque. Cela contraste avec des marques comme Marriott ou Sheraton, avant leur acquisition, qui s’appuient sur la construction et l'ouverture de nouveaux hôtels pour accroître leur empreinte. DoubleTree propose également des options à moindre coût pour améliorer leurs hôtels, ce qui aide les opérateurs à rester dans le système de marque.
Le 2 novembre 2019, DoubleTree Cookie est devenu le premier biscuit cuit dans l'espace lorsque le commandant de l'ISS, Luca Parmitano de l'Agence spatiale européenne, a cuit la célèbre pâte à biscuits de la marque à l'intérieur d'un four prototype fabriqué pour l'occasion.
Le 31 octobre 2024, les travailleurs de DoubleTree, basé à San Jose, qui ont participé à une grève de trois jours en septembre 2024, ont pu négocier de nouveaux contrats de travail. D'octobre à novembre 2024, les employés des établissements DoubleTree de Seattle, Seatac et Boston - Cambridge, ont mené des grèves avec succès,,,,,,.